# Juan Manuel Salmerón
Juan Manuel Salmerón Agullo (ur. 14 maja 1969, Barcelona) – hiszpański baseballista, który występował na pozycji łapacza, olimpijczyk, medalista Mistrzostw Europy.
W 1988 roku uczestniczył w Mistrzostwach Świata w Baseballu, gdzie Hiszpania zajęła ostatnie, 11. miejsce. Miał m.in. 9 strikeoutów, 22 AB.
Salmerón jest trzykrotnym brązowym medalistą Mistrzostw Europy (1987, 1989, 1991).
W 1992 roku, Salmerón uczestniczył w Letnich Igrzyskach Olimpijskich 1992 w Barcelonie, gdzie jego reprezentacja zajęła ostatnie, ósme miejsce. Wystąpił w sześciu meczach; w pięciu spotkaniach grał jako łapacz, a w jednym jako designated hitter. 15 razy podchodził do bazy domowej w celu odbicia piłki, zaliczył także 3 uderzenia i zdobył jednego runa.
W trakcie kariery zawodniczej reprezentował hiszpański klub CB Viladecans, z którym zdobywał tytuły mistrza Hiszpanii.